# Histoire de Lectoure

Blason de Lectoure

Lectoure est aujourd'hui une petite commune du Gers. Occupée depuis l'époque préhistorique, oppidum aquitain, cité gallo-romaine, ancienne capitale des comtes d'Armagnac, elle a une histoire particulièrement riche. C'est aussi, compte tenu de sa taille, l'une des communes de France qui ont fait l'objet d'un grand nombre de publications, en particulier par la Société archéologique du Gers et ses présidents successifs, Maurice Bordes et Georges Courtès, et par des ouvrages de synthèse publiés par les historiens locaux (voir bibliographie).

## Préhistoire
De nombreuses découvertes archéologiques tendent à prouver que l'actuelle ville haute connut une occupation permanente depuis le Paléolithique.
Selon Fat Cheung et al. (2012), les occupations laboriennes (transition du Magdalénien à l'Azilien et du Paléolithique au Néolithique) les plus distinctes sont celles de Manirac (à 1,8 km au nord de Lectoure) et de Gouërris (grottes de la Save, Lespugue, Haute-Garonne).

## Antiquité

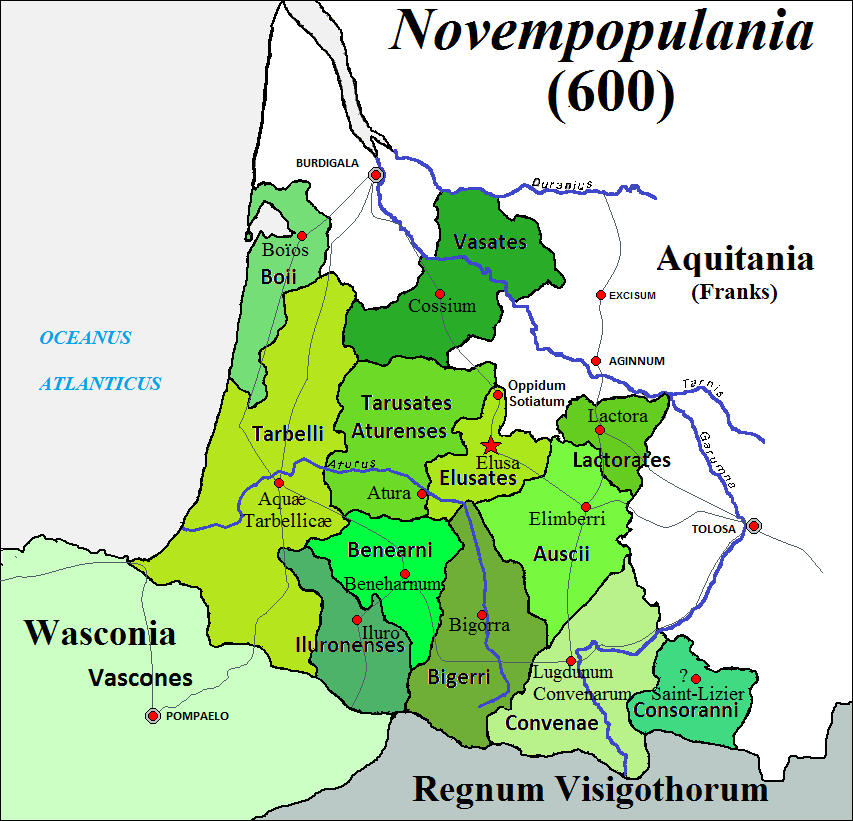
Carte de la Novempopulanie et ses peuples

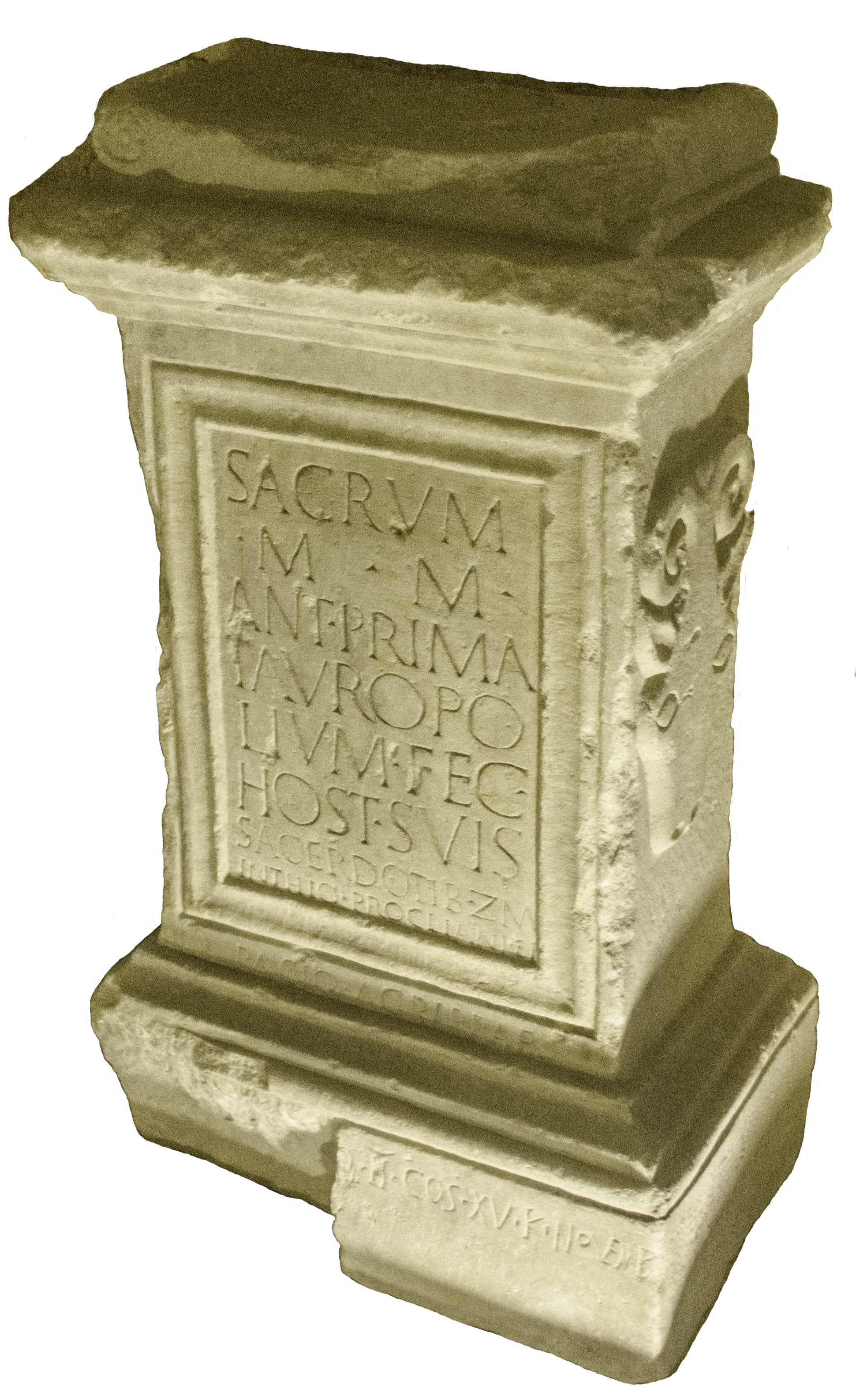
Un autel taurobolique (musée Eugène-Camoreyt)

Lactora fut un oppidum protohistorique aquitain, capitale des Lactorates. À la différence de leurs belliqueux voisins, leur chef Piso s'allie d'emblée aux Romains et Lactora devient l'une des douze civitas de la Novempopulanie (Aquitaine antique).
La cité gallo-romaine du Ier siècle abandonna les hauteurs aux seuls temples, pour s'établir dans la plaine du Gers, avec ses thermes, ses zones artisanales (potiers), et une importante nécropole. Une des raisons données au développement de la cité est sa situation stratégique au carrefour des grandes voies de l'époque, Agen-Lugdumum Convenarum (Saint-Bertrand de Comminges), et Toulouse-Bordeaux. Les IIe et IIIe siècles voient le développement du culte de Cybèle, associé à celui de l'empereur, caractérisé par de grandes cérémonies collectives, les tauroboles. Une grande quantité d'autels tauroboliques a en effet été trouvée à proximité du chœur de la cathédrale, en 1540, utilisés en remploi dans le rempart romain. Ce groupe d’objets a constitué dès cette époque une « collection publique » (base du musée créé par Eugène Camoreyt au XIXe siècle). Ces autels, en marbre blanc, ont été datés des années 176, 239 et 241, sans qu'on sache précisément la raison du choix de ces dates.
Le christianisme doit s'implanter à Lactora vers le IVe siècle. Les premiers évangélisateurs cités dans les textes sont saint Clair (dit saint Clair d'Aquitaine), venu d'Afrique ou de Grèce selon les sources, premier évêque d'Albi. Il subit le martyre, décapité au pied des remparts, au lieu qui s'appelle encore Saint-Clair. Ses reliques sont emportées à Bordeaux pour les soustraire aux invasions. Elles reviennent solennellement à Lectoure en 1858,. Son compagnon saint Babyle, ou Babel, aurait également subi le martyre.
L'autre saint important est Huginius, ou Gény, né d'une famille noble de Lectoure, poursuivi par un édit de Maximien en raison de sa trop grande influence. Des soldats, envoyés par le proconsul d'Auch (à titre exceptionnel, pourrait-on dire, le célèbre Dacien n'est pas mentionné dans ce cas), vinrent pour se saisir de lui sur la hauteur de Sainte-Croix où il faisait ses oraisons. Mais ils furent arrêtés par une crue subite du Gers, et furent convertis. À leur retour à Auch, le proconsul furieux les fit décapiter à l'endroit qui s'appela la croix des innocents (place de la Patte-d'Oie). Quand le proconsul envoya d'autres soldats, Gény venait de s'éteindre paisiblement. Son corps fut inhumé dans une chapelle, à l'origine de l'abbaye de Saint-Gény, au pied de la ville.
Par la suite, une nouvelle cité vient s'édifier au IVe siècle sur la première qui avait probablement été détruite au siècle précédent. On a retrouvé des trésors monétaires, sans doute cachés en hâte à cette période. On édifia au Bas-Empire le rempart dit « romain » qui ceinturait la ville haute. Peu de vestiges subsistent de ce premier rempart qui fut à maintes reprises remanié. On peut en voir des assises, faites de gros blocs de remploi, à la base du rempart nord, près de la tour du Bourreau.  La cité retrouva progressivement sa population, mieux défendue des risques d'invasion.
Plus tard, Lectoure est capitale de la Lomagne et la ville principale du comté d'Armagnac.

## Moyen Âge

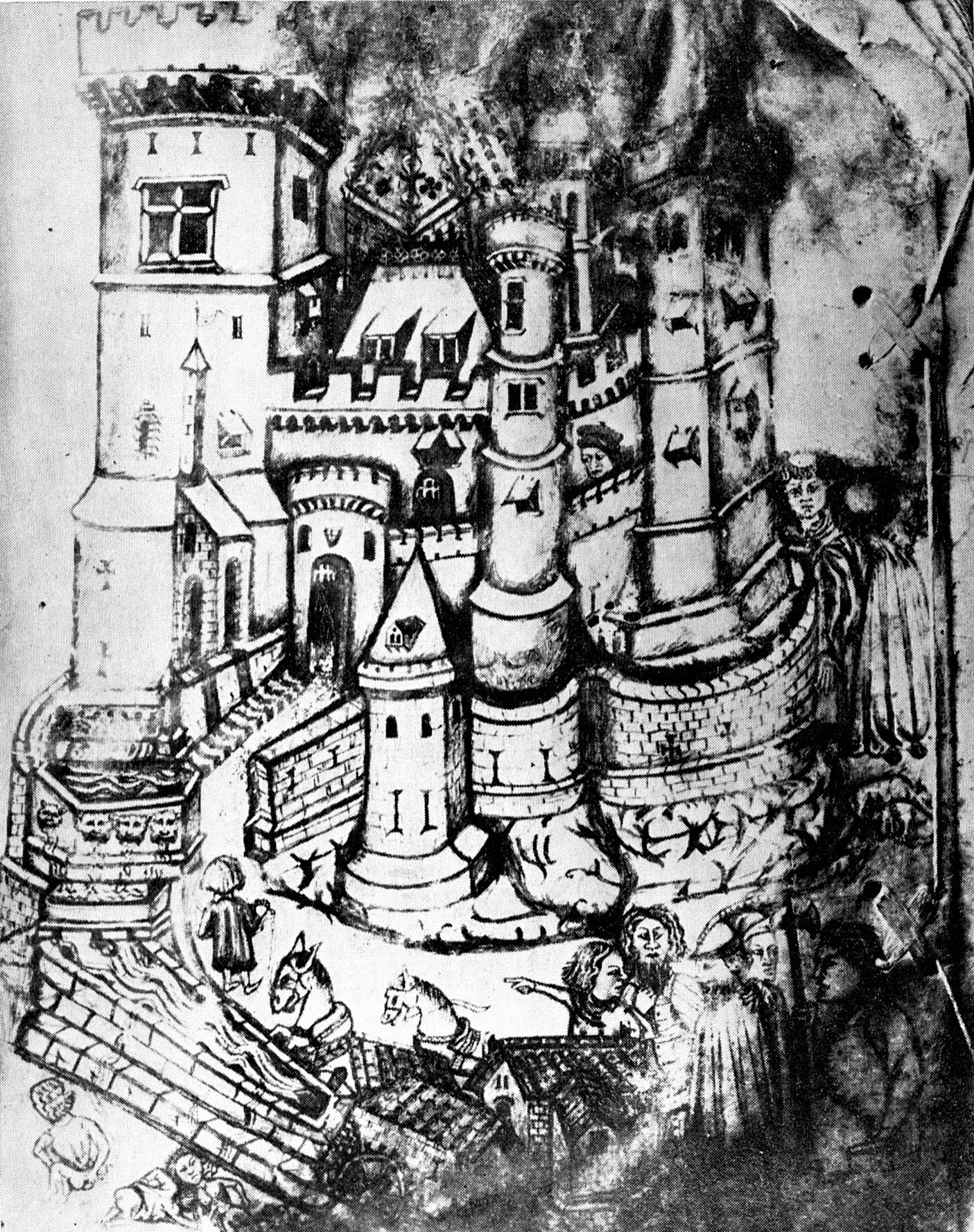
La porte est, dite porte Matabiau, porte Boucouère, porte des Jacobins, porte Saint-Gervais, XIVe siècle

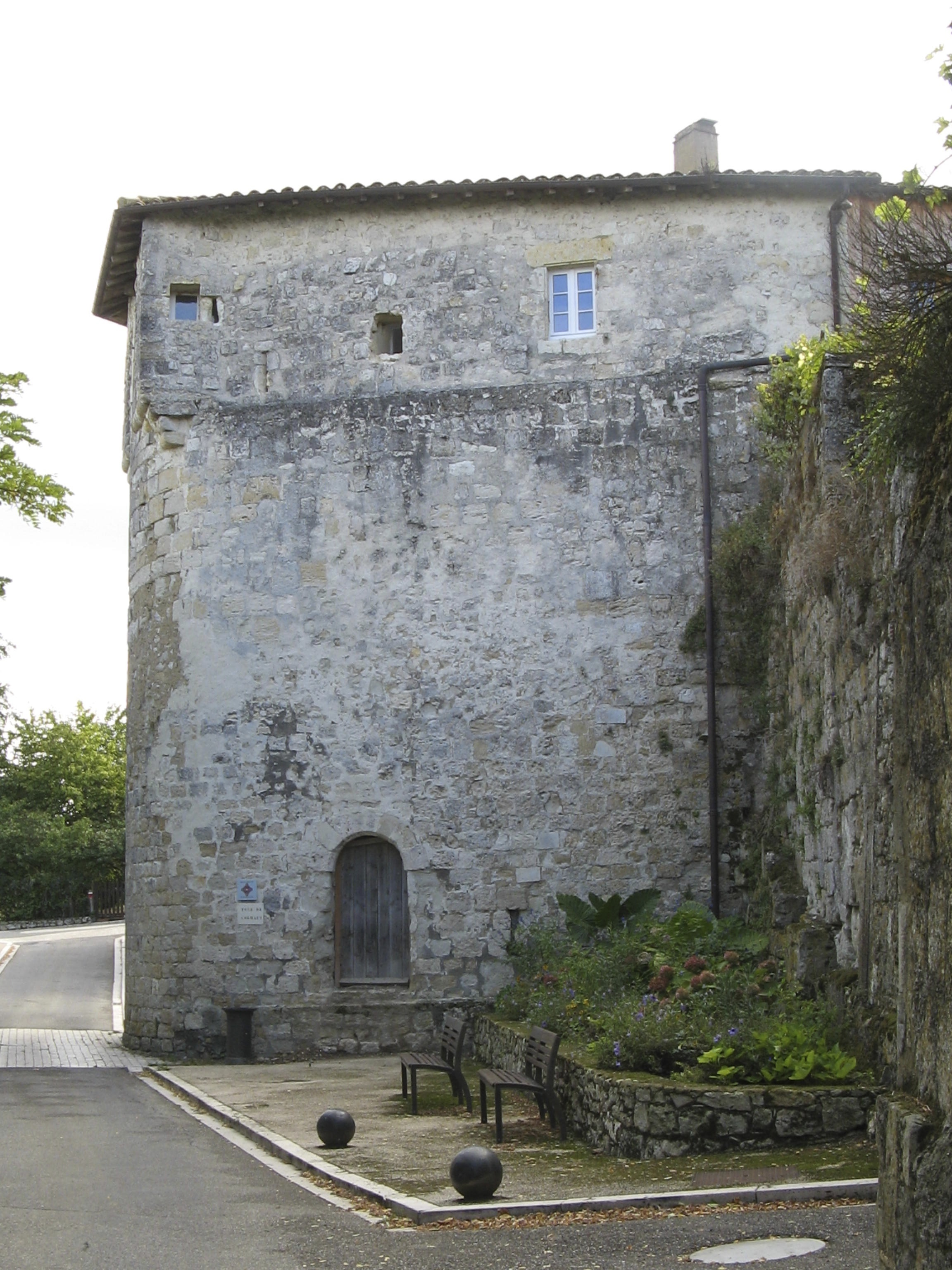
Tour du Bourreau (XIVe siècle)

À l'apogée de sa puissance, le petit comté d'Armagnac s'est progressivement agrandi et comprend deux noyaux : l'un en Gascogne, au sud de la Garonne, intégrant le comté de Fezensac et le comté de l'Isle-Jourdain, la vicomté de Lomagne, les vicomtés de Brulhois, et de Fezensaguet, la baronnie de Mauléon, l'Éauzan, le Magnoac, la seigneurie de Rivière, et au sud, l'Astarac, les pays d'Aure, de Labarthe et la Barousse, qui au cœur des Pyrénées offrent un débouché sur l'Espagne. D'autre part, en Rouergue et en Auvergne, les comtes d'Armagnac possèdent le comté de Rodez, les vicomtés de Carlat et de Murat, celle de Creissels, et les baronnies de Meyrueis, Valleraugue et Roquefeuil. Possédant de nombreuses places, les comtes choisiront de s'installer à Lectoure, où l'emprise royale et épiscopale semble moindre, et qui est surtout leur meilleure place forte. 
En 1392, Bernard VII d'Armagnac succède à son frère Jean. Dur et sans scrupules, il épouse la cause du roi de France Charles VI, qui le nomme connétable après la défaite d'Azincourt (1415). Il fait régner sur Paris une discipline de fer qui lui attire la haine des habitants, déjà favorables aux Bourguignons contre les Armagnacs. Lorsque les Bourguignons pénètrent dans Paris, en 1418, il est arrêté, puis livré à la populace qui le torture pendant trois jours avant de l'achever.
En 1425, dans son château de L'Isle-Jourdain, son fils et successeur, le comte Jean IV d'Armagnac reçoit une « plainte et supplique » des Crestias (cagots) de sa ville de Lectoure, ceux-ci se plaignent de l'hostilité et des violences de la population à leur égard. Jean IV d'Armagnac  écrit au juge de Lomagne :  « ... Ces Crestias sont tous les jours inquiétés et molestés par nos bailes de Lectoure, bien qu'ils n'aient commis aucun crime ou délit justifiant ces vexations, mais pour leur extorquer une certaine somme... Quant à nous, informés de ce que cesdits Crestias sont bien utiles et conviennent à notre cité de Lectoure, nous voulons et désirons que nos sujets et vassaux soient préservés et gardés de pareilles oppressions et extorsions. Pour cela nous voulons et vous mandons et commandons expressément... que, de par nous, vous interdisiez et défendiez auxdits bailes, sous grandes peines par nous appliquées, que d'ores et déjà, ils ne molestent et n'inquiètent plus lesdits Crestias, à moins qu'ils n'aient à leur encontre quelque information qui soit par vous décrétée... ». Il s'agit de la première trace, dans l'histoire des cagots, d'une résistance aux discriminations dont ils sont l'objet.
Jean IV d'Armagnac, adopte par ailleurs une conduite toute en prudence et louvoiements, mais pas exempte de maladresses. Trop souvent il adopte des partis contraires à ceux du roi de France Charles VII. Alors qu'apparaît Jeanne d'Arc, soulevant l'enthousiasme de nombreux Gascons, au point qu'on la surnomme l'Armagnageoise, Jean IV reste prudemment à l'écart et refuse même d'accorder des subsides de guerre à la cause royale. Devant une telle mauvaise volonté, le roi envoie le dauphin, le futur Louis XI, contre Jean IV, réfugié à l'Isle-Jourdain. Le comte d'Armagnac se rend, il est emprisonné à la cité de Carcassonne, puis est libéré sur l'intercession du roi de Castille, mais au prix de douloureuses concessions et pertes.

### Jean V et le siège de 1473: fin de la maison d'Armagnac
Jean IV meurt en 1450. Son fils Jean V d'Armagnac lui succède. Contrairement à son père, il bénéficie de la faveur du roi, pour qui il a combattu en Normandie, et en Aquitaine où il a repris Bordeaux aux Anglais. Charles VII lui restitue Lectoure et le Rouergue, confisqués à Jean IV. Mais le comte d'Armagnac ne tarde pas à avoir des revendications excessives et à indisposer le roi. L'affaire qui fait déborder le vase est celle de l'inceste : Jean V affiche en effet une passion excessive pour sa propre sœur Isabelle. Trois enfants naissent même de cette union qu'il ne cache pas. Il demande une dispense au pape pour pouvoir épouser sa sœur : la réponse immédiate de Nicolas V est une double excommunication. Charles VII intervient pour tenter de ramener Jean V à la raison. Celui-ci, poussant la provocation jusqu'au bout, fait célébrer un mariage en grande pompe dans la cathédrale. Le roi envahit alors les possessions du comte et assiège Lectoure. Jean V et sa sœur s'enfuient en Espagne.
À la mort de Charles VII, en 1462, Jean V, qui entretient pour l'instant de meilleures relations avec le nouveau roi, Louis XI, retrouve sa capitale. Il y revient avec son épouse officielle, Jeanne de Foix. Mais de nouveau, de provocations en complots, il est à plusieurs reprises de nouveau contraint de s'enfuir. Exclu de Lectoure en 1472, il la reprend en force début 1473. Louis XI envoie alors une armée, commandée par le cardinal d'Albi, Jouffroy, pour assiéger Lectoure. 
La place est forte, bien défendue, et le siège peut traîner en longueur ; or, la présence des troupes françaises est nécessaire en Roussillon. On promet au comte la vie sauve s'il capitule. Il accepte, les Français entrent dans la ville. Jean V s’est réfugié dans sa maison forte de Sainte-Gemme, au cœur de la ville. Un des soldats de l’armée assiégeante, par provocation, plante sa bannière sous les fenêtres du comte. Un de ses écuyers étant sorti pour protester, il tombe percé de coups. Jean V sort à son tour et est assassiné d’un coup de dague. La mort du comte donne le signal du massacre et du pillage. La ville est ravagée. La comtesse, enceinte, est emmenée au château de Buzet, proche de Lectoure : il s’agit plus probablement de Buzet-sur-Baïse (Lot-et-Garonne) que de Buzet-sur-Tarn mentionné dans les chroniques. On la force à boire un breuvage pour la faire avorter. Elle meurt deux jours après avoir accouché d'une fille mort-née.
À la suite du siège et de la prise de la ville, les dégâts sont immenses. La cathédrale est en partie détruite, de nombreuses maisons incendiées, les remparts démantelés. Des chroniques de l'époque, certainement exagérées, laissent entendre que la ville se retrouva déserte et hantée par les loups. Mais son relèvement sera rapide. Louis XI lui accorde de nombreux privilèges. Lectoure est choisie comme capitale de la sénéchaussée d'Armagnac rattachée au royaume de France. À partir de 1480, on reconstruit la cathédrale, on élève le clocher, une vie intense renaît dans la cité désormais unie à la couronne. 
Louis XI n'en a pas terminé avec la maison d'Armagnac : ses derniers représentants sont pourchassés. Charles Ier, frère de Jean V, qui revendique son héritage, est emprisonné treize ans à la Bastille. Libéré, ses facultés mentales semblent largement diminuées et il montre une telle violence qu'il faut encore l'interner, jusqu'à sa mort en 1497.

## Guerres de religion

### Première guerre de religion (1562)

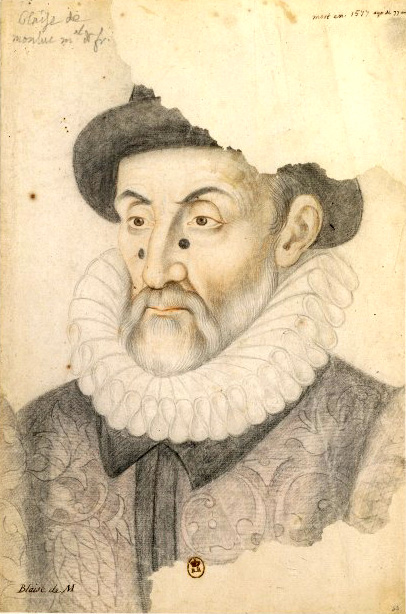
Blaise de Monluc

L'histoire des guerres de religion à Lectoure est dominée par la figure de Blaise de Monluc, gentilhomme gascon originaire du Saint-Puy, lieutenant du roi de France et adversaire sans pitié des protestants. Dans les années 1530 et suivantes, la population de Lectoure se convertit au protestantisme, pour être entièrement huguenote au début des guerres de religion. 
Le traité de Cateau-Cambrésis (1559) ayant mis fin aux guerres extérieures, de nombreux militaires sont recrutés par les forces protestantes. Des bandes de « briseurs d'images » commencent à s'attaquer aux édifices religieux. En Guyenne et Gascogne, Burie, lieutenant du roi, est chargé de ramener l'ordre dans ces régions. En décembre 1561, Blaise de Monluc lui est adjoint. L'année suivante, Monluc se rend à Saint-Mézard, près de Lectoure, où des insurgés protestants commencent à menacer la noblesse du lieu. Il fait exécuter un nommé Verdier, neveu de l'avocat des souverains de Navarre à Lectoure. La rébellion se généralise dans toute la France après la prise d'Orléans par Condé, en avril 1562. Burie et Monluc sont rappelés par le roi de France. Mais, sollicité par les appels au secours de la noblesse, Monluc décide de rester dans la région. Il établit son quartier général chez lui, au Saint-Puy, mais il doit porter des attaques dans toutes les directions avant de pouvoir s'occuper de son principal objectif, la place forte de Lectoure. Les huguenots lectourois en ont profité pour renforcer leurs positions, et prendre successivement La Sauvetat, La Romieu et Terraube (juillet 1562). Apprenant que cinq cents Béarnais sont envoyés vers Lectoure par Jeanne d'Albret, Monluc passe à l'action avec son fils, le capitaine Peyrot. les deux frères Bégolle, chefs de la garnison huguenote de Lectoure, qui étaient partis au-devant des Béarnais, sont obligés de se réfugier à Terraube et y sont tenus prisonniers avec leur troupe par Peyrot. Monluc arrive devant Lectoure avec trois pièces d'artillerie, le 25 septembre. L'attaque ne peut être portée que sur la partie Est de la ville, puissamment défendue par deux bastions et des portes fortifiées. Monluc fait battre la muraille de la ville du côté du grand bastion Sud. Une brèche est ouverte, mais les défenseurs ont pratiqué une retirade autour de la brèche (barricades des rues et fortification de maisons autour de la brèche). L'assaut est donné dans la nuit du 27 au 28. Les assaillants ne trouvent que peu de résistance. Les défenseurs de la ville ont creusé une tranchée, dans laquelle ils ont versé une trainée de poudre. Lorsque les hommes de Monluc s'en aperçoivent, pris de panique, ils se retirent et repassent la brèche. Les Lectourois mettent le feu à la trainée trop tard, il n'en demeure pas moins que l'assaut est un échec. Après avoir envisagé une autre attaque du côté Nord, Monluc se résout à reprendre son objectif premier, et ses canons battent à nouveau la brèche. À l'intérieur de la place, le capitaine Brémond d'Ars réalise qu'il ne pourra pas résister à une nouvelle attaque et décide de parlementer. On convient d'échanger de part et d'autre trois otages, mais des arquebusades partent des remparts de Lectoure. Montluc, fort courroucé, se venge sur les prisonniers de Terraube, qui sont massacrés, et il commence à préparer la seconde brèche. Brémond d'Ars annonce sa reddition, à condition de pouvoir sortir en armes et la vie sauve. Pressé par le temps, car Burie le réclame sur d'autres théâtres d'opérations, Monluc accepte. Lectoure est prise.

### Deuxième guerre (1567)
Le 13 mars 1563, la paix d'Amboise met fin à la première guerre de religion. Lectoure, bien que l'autorité militaire du lieutenant du roi de France, reste sous administration des Navarre. Blaise de Monluc, lorsqu'il reprend militairement la citadelle de Lectoure aux réformés, en 1563, les tolère, mais leur accorde un cimetière dans le quartier des cagots, marque d'infamie !
Les troubles sont près de recommencer. Monluc se rend en hâte à Lectoure, et parvient à déjouer les plans de M. de Fontenilles, gouverneur de la ville, qui projetait d'y faire entrer des troupes protestantes.

### Troisième guerre (1569)
Lors de la troisième guerre, en 1569, et la marche triomphale des troupes protestantes de Montgommery, Monluc revient à Lectoure. La plupart des nobles de la région s'y réfugient, ainsi que religieux et bourgeois : la ville étoit si pleine qu'on ne pouvoit plus s'y loger. Cependant, au lieu de rester dans sa place la plus forte, il préfère s'installer dans la plus faible, qui est Agen. Instruites de sa présence, les armées de Montgommery préfèrent contourner Agen, et c'est sur sa seule réputation que Monluc aura évité l'invasion de la ligne Agen-Lectoure-Auch.
Après la paix de Saint-Germain, le 8 août 1570, Lectoure revient encore à la maison de Navarre. elle ne jouera plus de rôle actif dans les guerres de religion qui s'achèvent.

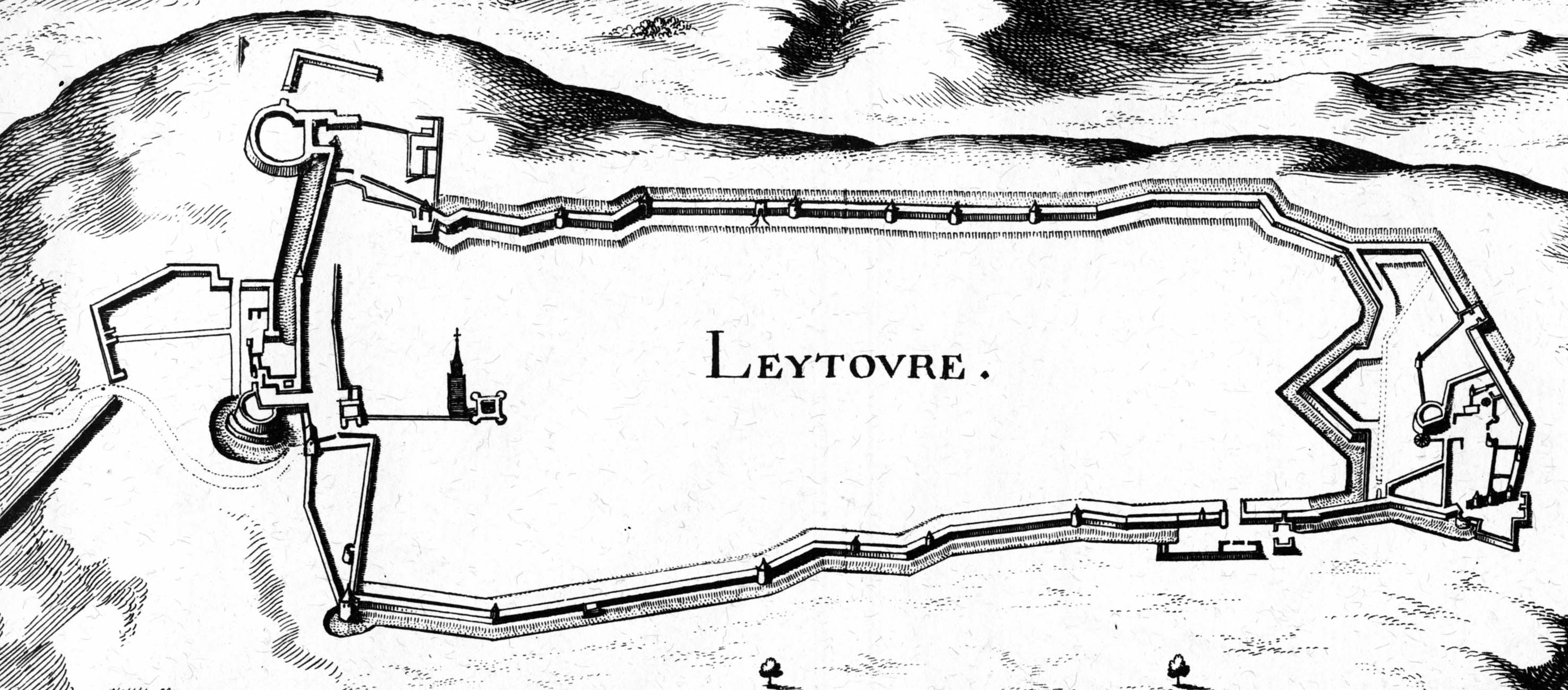
Fortifications de Lectoure, XVIIe siècle, plan Mérian (le Nord est en bas)
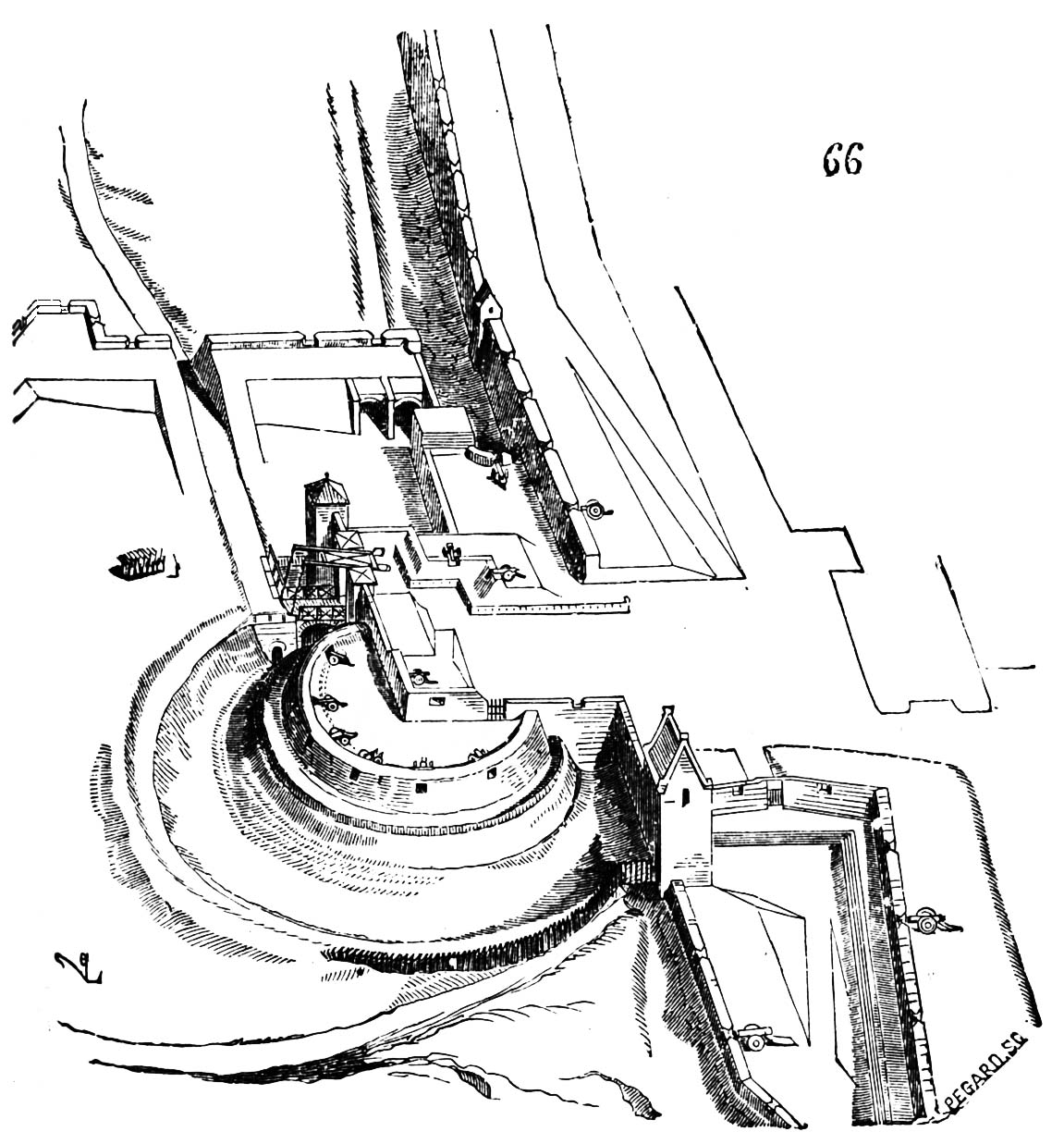
Interprétation de la porte Est par Viollet-le-Duc

## Dix-septième et dix-huitième siècles
Au tournant des XVIe et XVIIe siècles, de 1560 à 1627, Lectoure (Juridiction du Parlement de Toulouse) est, avec Saint-Clar, le théâtre d'une bataille importante dans l'histoire des cagots. L’usage qui avait jusqu'alors prévalu de tenir à l’écart les cagots, fit qu’un jour ces charpentiers, qu’on considérait comme descendants des cagots, ayant cherché à se mêler au commun peuple, en quelque circonstance, furent victimes d’injures, de violences de voies de fait auxquelles ils répondirent. Il s’ensuivit un procès terminé par sentences du sénéchal d’Armagnac, auxquelles il fut fait appel (8 août et 10 décembre 1579). À la suite sans doute de violences nouvelles un autre procès fut plaidé les (2 juillet 1599 et 28 février 1600). L’affaire fut close par un arrêt du Parlement de Toulouse qui rejetait la demande en appel plaidée en 1599-1600 et réclamait un examen médical des charpentiers ayant pour but d’établir si ceux-ci étaient lépreux, ce afin d'apprécier si réellement il y avait eu injure en la bouche de ceux qui les avaient traités de capots et résisté à leur immixtion au commun peuple. Rapport médical négatif fut dressé le 15 juin 1600 ; l’affaire revint devant le Parlement de Toulouse en 1602, mais ce n'est qu'en août 1627 qu'un arrêt a terminé l'affaire, donnant entière satisfaction aux charpentiers, et les délivrant de toutes les coutumes et préjugés d’exception qui jusqu'alors avaient pesé sur eux. 
En 1622, la nomination du maréchal de Roquelaure, ancien compagnon d'Henri IV, comme gouverneur de Lectoure, fera définitivement revenir la ville vers le catholicisme. Roquelaure crée un couvent de Carmélites. 
L'enseignement est assuré par des communautés religieuses (le collège des Doctrinaires). 
À part quelques épisodes de famines dues aux intempéries, des épidémies de peste, les troubles politiques et militaires provoqués par la Fronde, on peut toutefois dire que les XVIIe et XVIIIe siècles sont une période de relative stabilité. Jusqu'au milieu du XVIIe la ville jouit des préférences fiscales données par Louis XI et renouvelées par ses successeurs. 
Au XVIIIe siècle, la ville s'ouvre, on crée de nouvelles portes dans l'enceinte des remparts. Sous l'impulsion de d'Étigny, intendant de la généralité de Gascogne, la route royale d'Auch à Agen est créée. Avec des capitaux toulousains, on bâtit la tannerie d'Ydronne, qui emploiera une centaine d'ouvriers. L'évêque de Narbonne-Pelet obtient de l'intendant l'ancien château comtal pour y établir un hôpital. 

### Le jansénisme à Lectoure

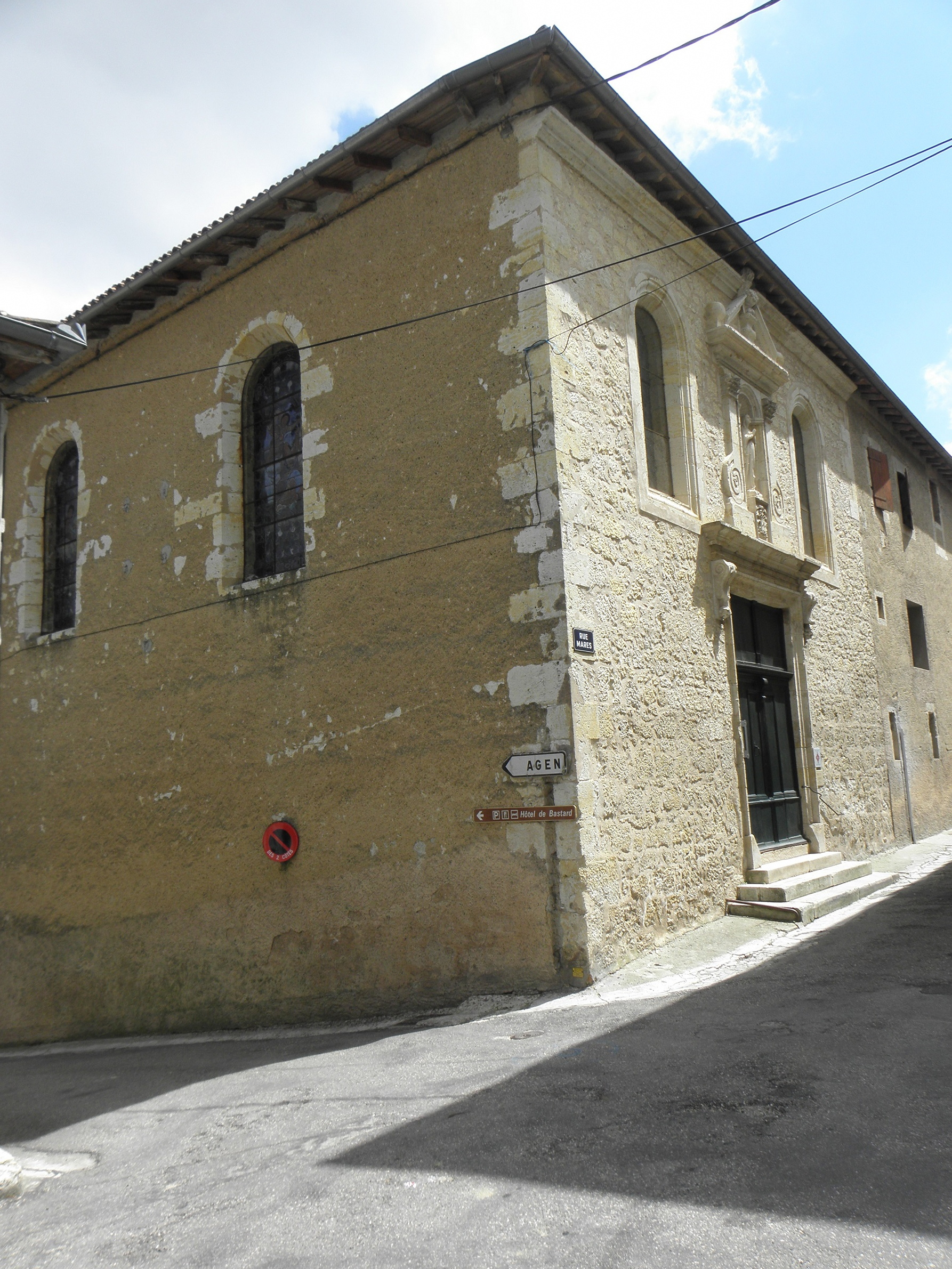
Chapelle du Carmel, un foyer actif du jansénisme

Les évêques de Lectoure se suivent et ne se ressemblent pas. Si certains ne mettent pas les pieds dans leur diocèse, d'autres y ont une activité intense. Ainsi Hugues de Bar (1671-1691), d'origine picarde, qui construit le nouveau palais épiscopal (aujourd'hui hôtel de ville) et s'applique à relever et restaurer les églises. Il prend nettement position pour les augustiniens, s'oppose aux molinistes et aux Jésuites, s'affirmant donc très proche du jansénisme qui va se développer dans la société religieuse lectouroise. Son successeur, François-Louis de Polastron (1692-1717), amateur d'art et de beaux meubles, connaît des difficultés financières qui retardent la reconstruction du chœur de la cathédrale. Sur le plan des idées, il suit celles de son prédécesseur. S'il publie la bulle Unigenitus, le 8 septembre 1713, il profite de la mort du roi, en 1715, pour révoquer son acceptation. Une grande partie de son clergé s'est montrée tout aussi virulente. 
Un jeune ecclésiastique, Louis Pâris-Vaquier de Villiers, mène lui-même une intense propagande pro-janséniste. Fils d'un conseiller à la sénéchaussée de Lectoure, il a étudié à Paris en 1714-1715, fréquentant les cercles jansénistes. En 1716, il revient à Lectoure pour y prendre un bénéfice de chanoine. Après un nouveau séjour à Paris où il est ordonné prêtre, Pâris-Vaquier va orienter le diocèse dans un sens janséniste, soutenu par les familles influentes de Lectoure, les de Saint-Géry, les Goulard, et sa propre famille, les Pâris qui, dans le salon de leur château de Vacquié, ont une galerie de portraits des grandes figures du jansénisme. En 1718, le chapitre de Saint-Gervais fait appel de la bulle. En 1720, Pâris-Vaquier est nommé vicaire général et official par le nouvel évêque janséniste, Illiers d'Entragues (1718-1720) qui meurt avant son installation à Lectoure. Le chapitre refuse encore le compromis de 1720 entre partisans et opposants de la bulle Unigenitus. 
Le régent, face à la montée du jansénisme auquel il s'oppose, nomme un nouvel évêque hostile aux idées nouvelles, Paul-Robert Hertault de Beaufort. D'abord conciliant, mais peu apprécié, l'évêque se montre bientôt plus agressif : il prive Pâris-Vaquier et la plupart des appelants de leurs fonctions. Ceux-ci, arguant d'un vice de procédure, font appel devant le Parlement de Toulouse. Beaufort utilise les lettres de cachet pour contraindre les réfractaires à rentrer dans le rang. Pâris-Vaquier, menacé d'enfermement, s'installe à Utrecht, où il vit jusqu'à sa mort (son testament date de 1762), recevant une rente de son frère, avocat, resté à Lectoure. 
Les religieuses du couvent des Carmélites, elles aussi, font preuve d'une grande résistance à travers les personnalités de leurs prieures successives, toutes opposées à la bulle et se maintenant face à l'évêque malgré les brimades, les vexations et les menaces. La première à agir avec une fermeté remarquable est la sous-prieure Gérarde du Rosset, qui sera d'abord déposée, en même temps qu'on annule l'élection d'une prieure janséniste, avant d'être élue elle-même prieure, en septembre 1730. Après de nombreuses brimades, elle est exilée par lettre de cachet avec sa sœur, également religieuse, au couvent de Narbonne, mais l'archevêque de Narbonne, personnage influent, les renvoie à Lectoure. La position des religieuses jansénistes est considérablement renforcée et leur résistance est inflexible, malgré toutes les tentatives de conciliation de l'évêque. Celui-ci revient progressivement à la répression, exilant des religieuses, installant une nouvelle prieure, Catherine de Jésus, qui sera unanimement considérée comme une intruse vindicative.
Avec l'exil de Gérarde du Rosset, l'évêque Beaufort peut estimer avoir gagné, mais pour beaucoup les rétractations ne sont que de pure forme et le sentiment janséniste est loin d'être éteint. En 1745, le prébendier Margoët mourant rétracte son adhésion à la bulle. L'évêque exige une sépulture sans cérémonie, mais des centaines de personnes viennent suivre les obsèques, qui prennent l'allure d'une manifestation. Au contraire, l'évêque mort peu de temps après, en août 1745, est inhumé avec un minimum de cérémonial de la part de son propre chapitre. 
De 1746 à 1760, le nouvel évêque Claude-François de Narbonne-Pelet ramène la confiance et agit pour le bien de tous. Il fait bâtir un nouvel hôpital sur l’emplacement de l’ancien château des comtes d'Armagnac.

## Révolution et Empire
Après le 14 juillet 1789, la société lectouroise se dote d'une Garde nationale imposante, un régiment de six, puis sept compagnies, et d'un encadrement pléthorique. Le 24 juin 1790, trois cent vingt députés, nommés par les gardes nationales de six cantons, se réunissent dans l'église des Carmes pour désigner treize d'entre eux, qui se rendront à la fédération générale des Gardes nationales de France. En juin 1791, la Constituante décrète la levée de bataillons départementaux de gardes nationaux volontaires. À Lectoure, parmi les volontaires, on relève les noms de Jean Lannes, futur maréchal, Pierre Banel, mort général à trente ans, Joseph Lagrange, maire de Lectoure, engagé en 1794, Jean-Jacques de Laterrade, Jérôme Soulès, Jean-Baptiste Dupin, Jacques-Gervais Subervie, tous devenus généraux, dont les portraits ornent la Salle des Illustres de l'hôtel de ville.

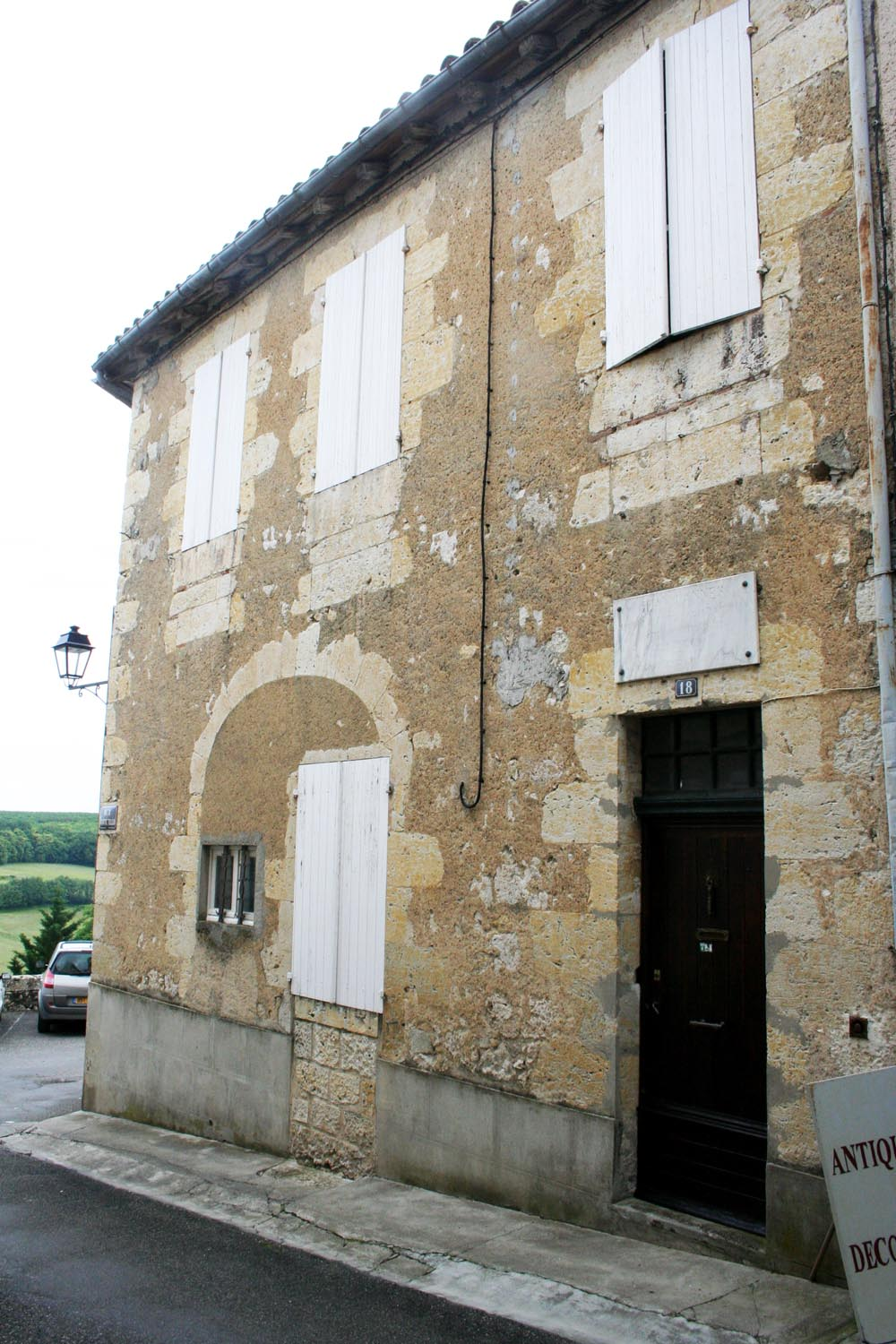
Maison natale de Lannes, rue Montebello
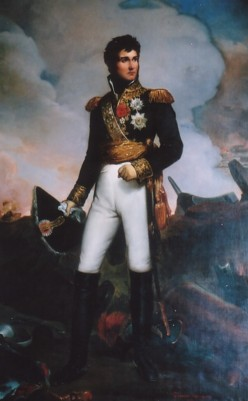
Jean Lannes par J. C. Perrin
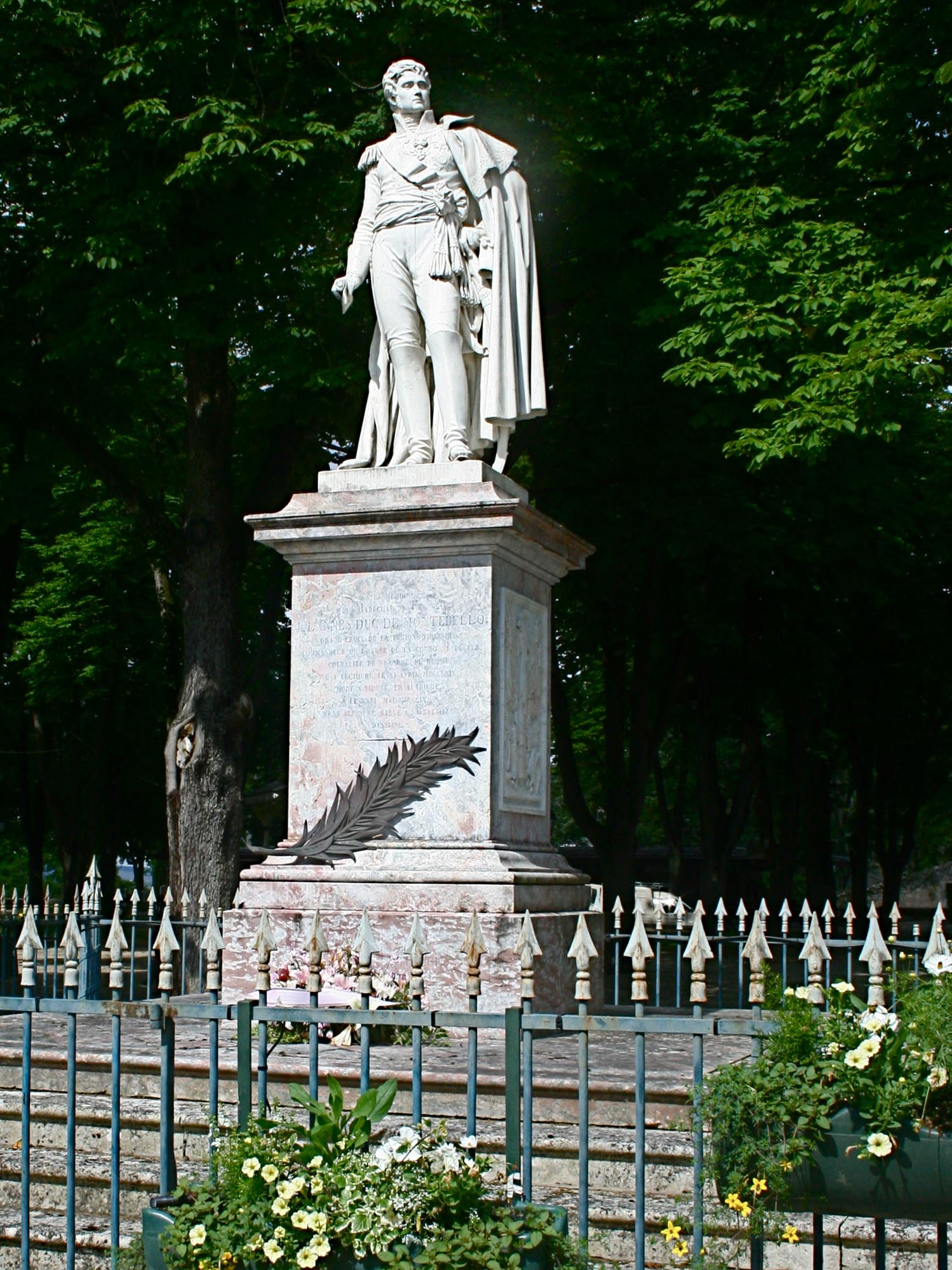
Statue de Lannes par Cortot
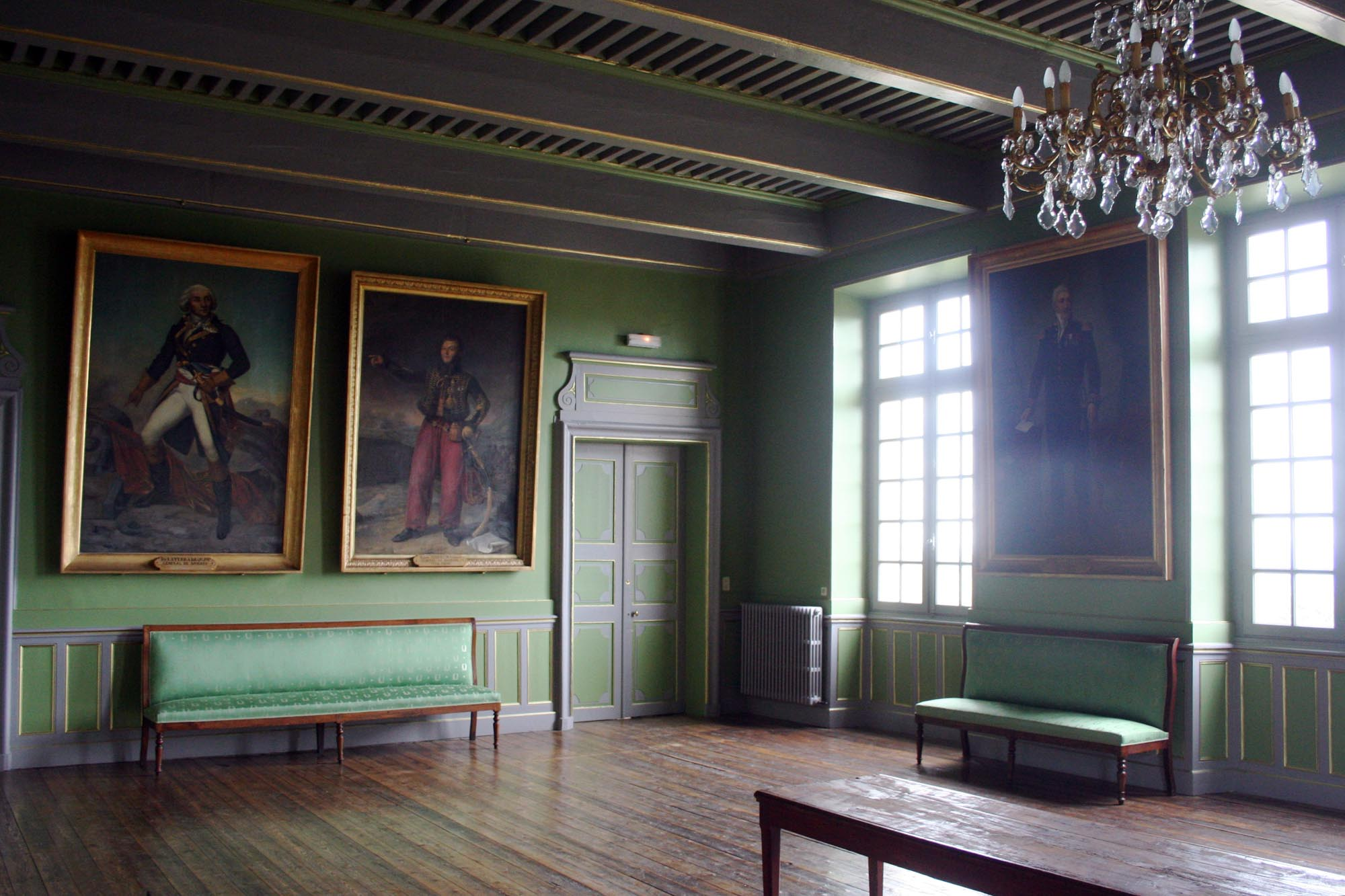
Salle des illustres, hôtel de ville

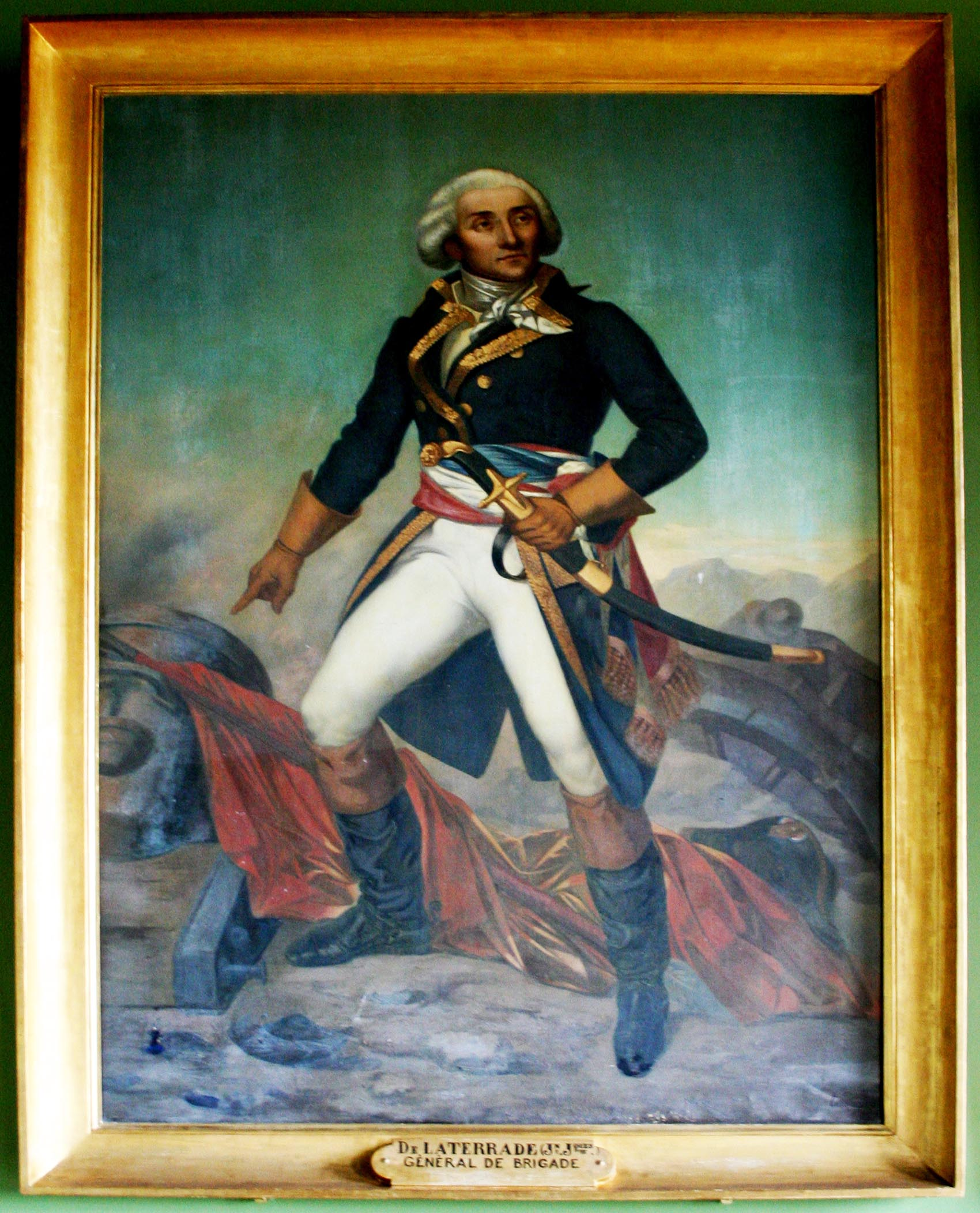
Général de Laterrade
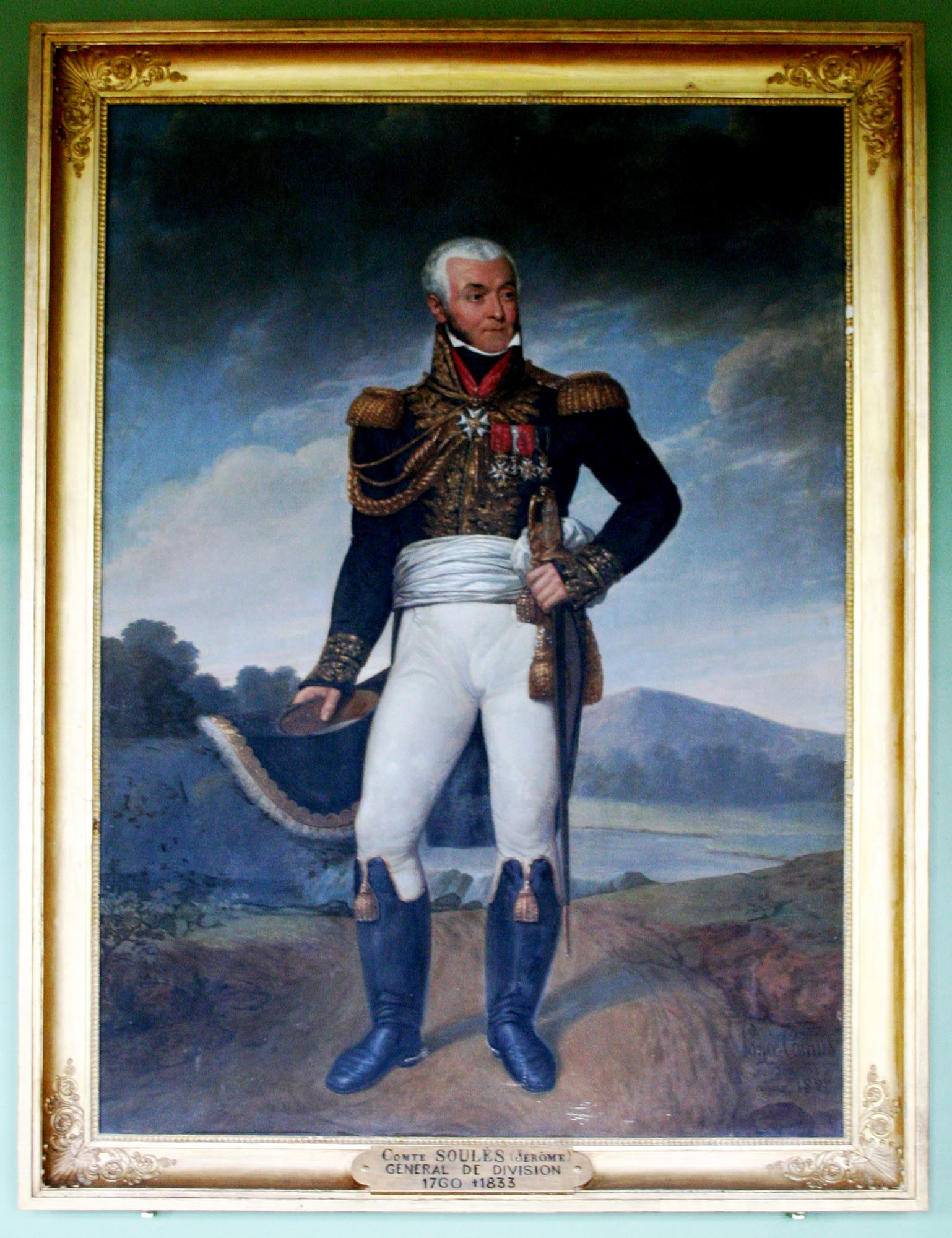
Général Soulès, par Ponce-Camus
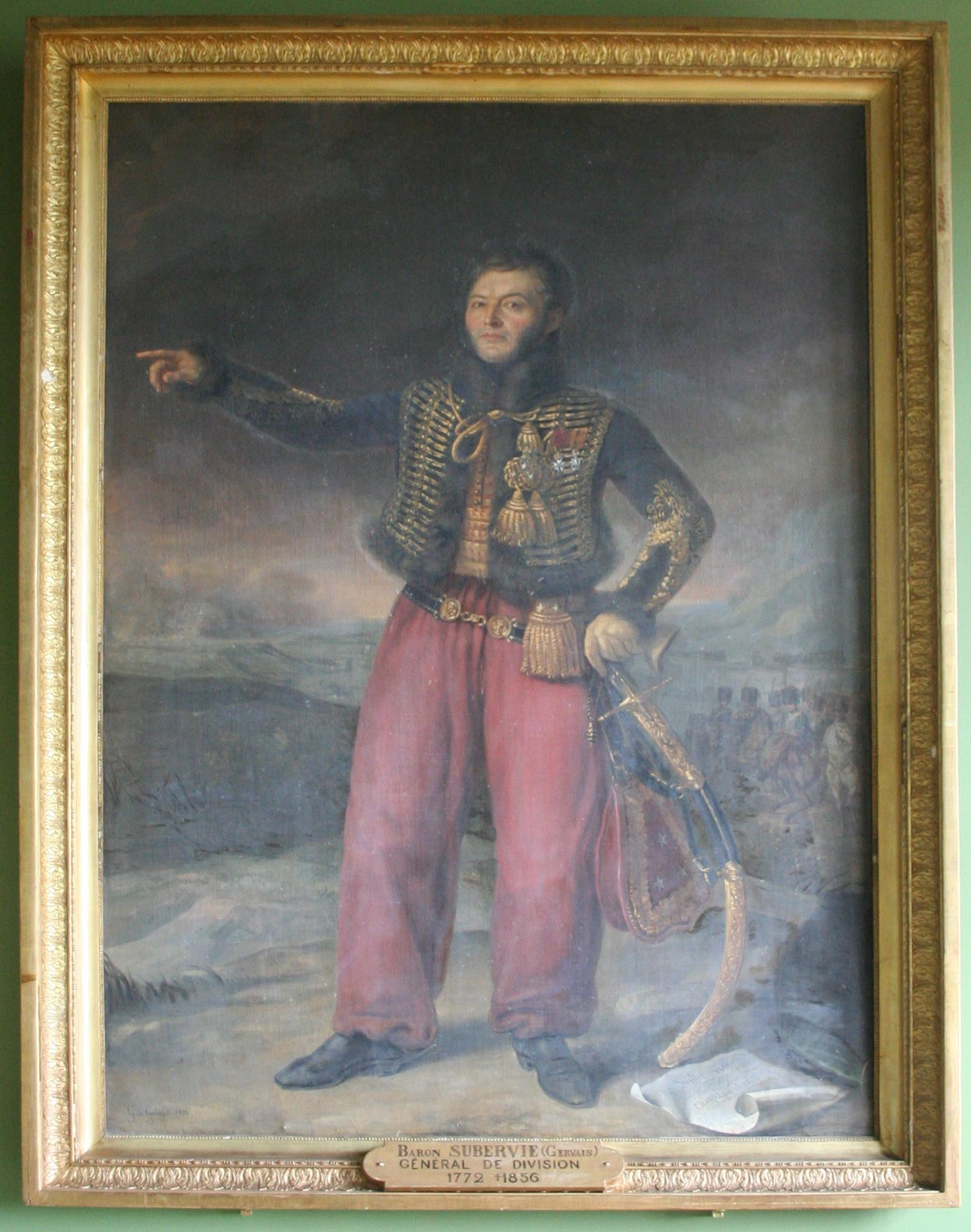
Général Subervie, par G. de Galard
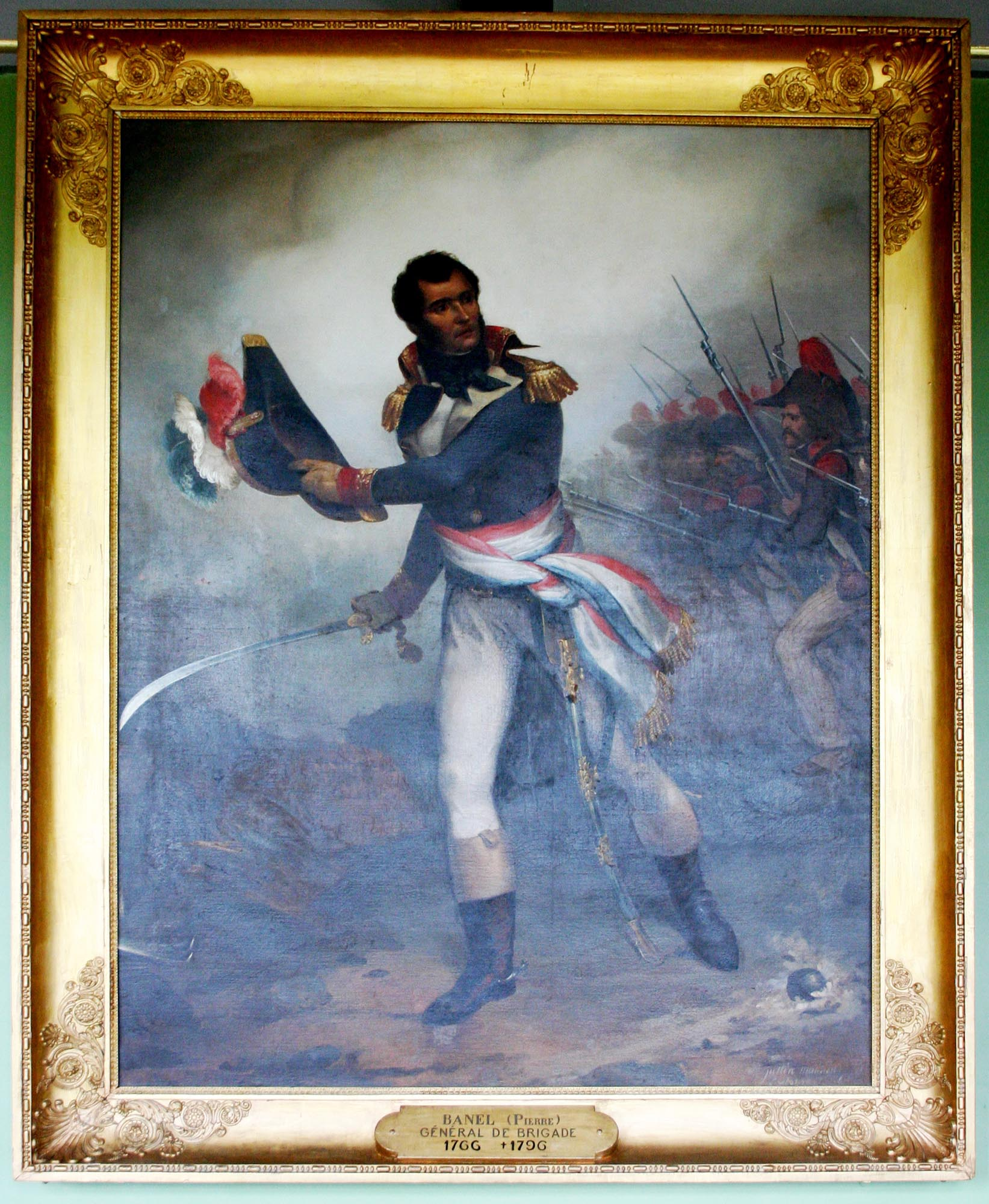
Général Banel, par Justin Nichaud

L'anticléricalisme révolutionnaire s'exerce à Lectoure comme ailleurs, mais dans des formes relativement modérées. On jette à bas les statues des prophètes qui ornent le clocher de la cathédrale, on martèle les ornements du portail à fleur de muraille. L'évêque Emmanuel-Louis de Cugnac (1772-1790), après avoir été un administrateur plus porté sur les mondanités que sur le sacerdoce (il a commis le plus grave des vandalismes, avant la Révolution, en faisant abattre la flèche et l'étage supérieur du clocher), révèle un certain courage en ne prêtant pas le serment à la constitution civile du clergé et en n'émigrant pas. Réfugié dans son domaine de Fondelin, près de Valence-sur-Baïse, il revient à Lectoure dans la période thermidorienne pour faire rétracter leur serment par des prêtres de son ancien diocèse. 
Lectoure devient chef-lieu de district de 1790 à 1795. L'homme de loi Bernard Descamps est nommé en 1790 procureur-syndic du district de Lectoure, puis il est élu député du Gers. Il est réélu à la Convention nationale en 1792, il vote la mort du roi. Il est encore réélu en 1794.
La société montagnarde et révolutionnaire de Lectoure exerce une influence prépondérante sur l'administration, jusqu'au chef-lieu du département puisqu'elle réussit à s'opposer à plusieurs reprises au redoutable représentant du peuple Pierre-Arnaud Dartigoeyte.
Le Maréchal Lannes achète le palais épiscopal, vendu comme bien national, en 1790. S'il y est rarement présent, les frasques de sa première femme, Barbe Méric, dite « Polette », défraient quelque peu la chronique locale. Ils divorcent en 1799 et Lannes se remarie l'année suivante avec Louise de Guéhéneuc. En 1819, la famille cède l'édifice à la municipalité, qui peut s'y installer avec divers services, ainsi que la sous-préfecture.

## Dix-neuvième et vingtième siècles

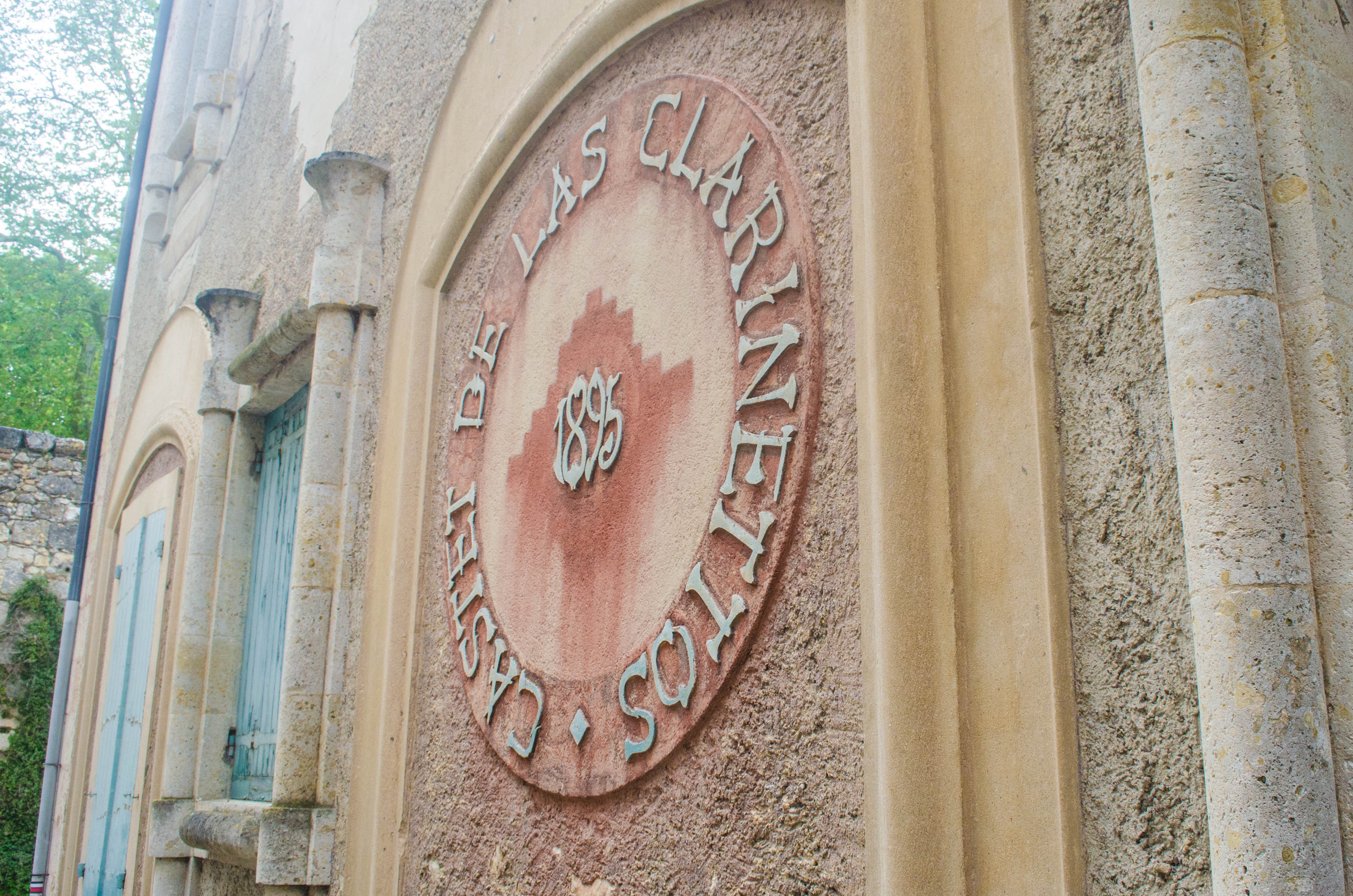
Castet de las Clarinetos (château des clarinettes), 1895

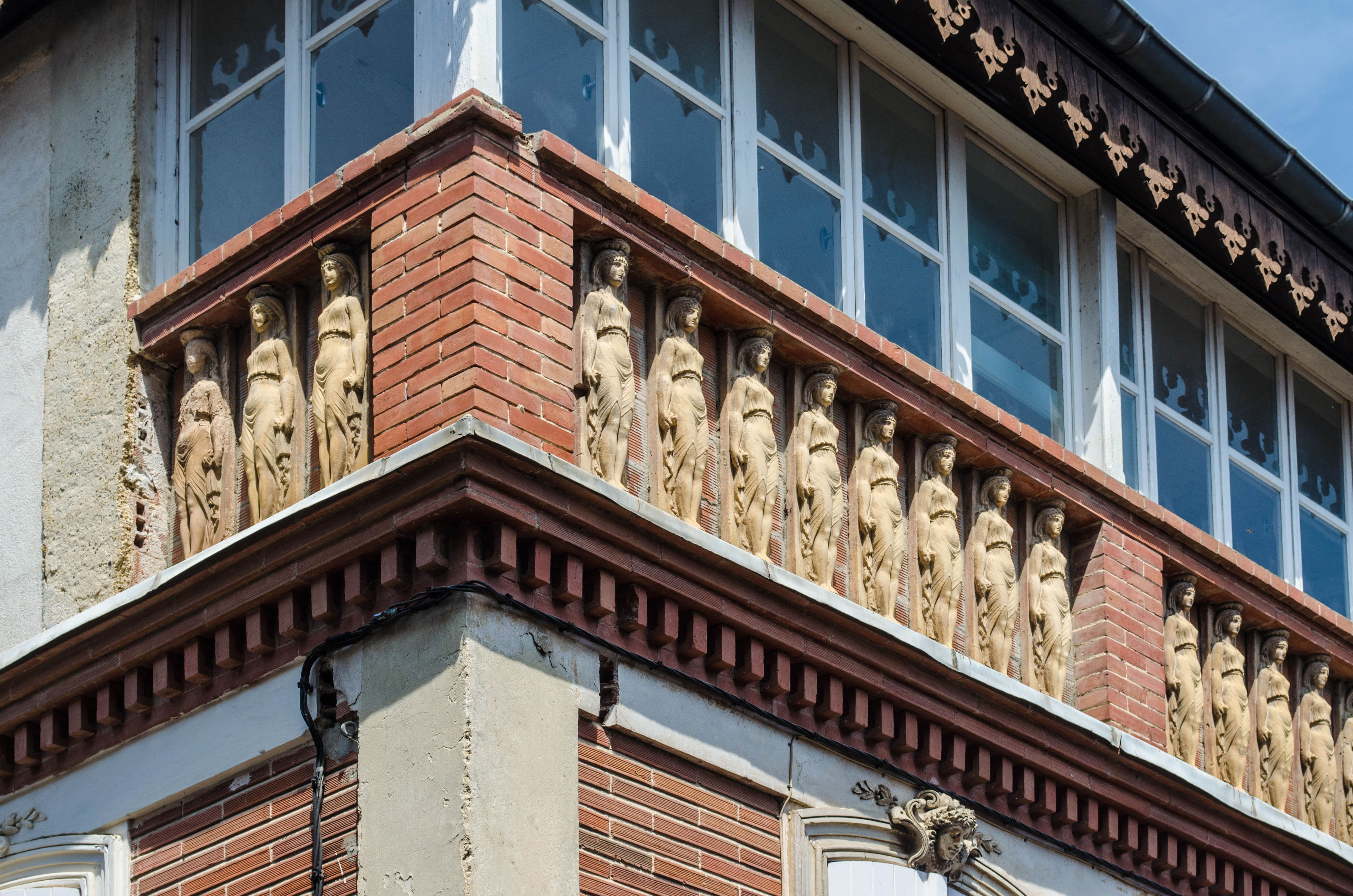
La Maison des Cariatides

La ville de Lectoure a adhéré avec enthousiasme à la Révolution, puis à l'Empire, grâce au prestige indéniable de ses enfants devenus généraux et maréchal. Le retour de Louis XVIII, les Cent-Jours, la Restauration provoquent des mouvements divers, en général plutôt hostiles au nouveau régime, entretenus par les nombreux militaires démobilisés, les « demi-solde » désormais chômeurs. La ville, les bâtiments, les routes sont dans un état déplorable, la municipalité est impuissante à assumer ses responsabilités. La situation s'améliore à partir de 1818, avec l'installation de la mairie et de la sous-préfecture dans l'hôtel donné par la duchesse de Montebello.
La révolution de 1830 provoque des manifestations de joie.
L'arrondissement de Lectoure est créé en 1800. Le premier sous-préfet, Arnaud Junqua, d’une petite bourgeoisie, est choisi de préférence à d’autres candidats plus prestigieux, pour sa rigueur morale, peut-être aussi sa haute taille (plus de 2 m) qui a le don d’impressionner ses interlocuteurs. Son fils, Arnaud Ernest Junqua (qui mesure, lui, 2,04 m), fera carrière dans la cavalerie et sera de 1857 à 1859 commandant en second de l’escadron des Cent-Gardes, unité d’élite de l’empereur Napoléon III.
L'année 1918 installe à Lectoure un fort contingent de soldats coloniaux (141e bataillon de tirailleurs sénégalais) qui sont durement frappés par l’épidémie de « grippe espagnole ». Les morts sont enterrés dans un carré militaire au cimetière du Saint-Esprit.
En 1922 une souscription est lancée pour l’édification d’un monument aux morts, dont la réalisation est confiée au sculpteur Carlo Sarrabezolles.
L’arrondissement et la sous-préfecture de Lectoure sont supprimés en 1926.
Lors de la Seconde Guerre mondiale, Lectoure accueille les réfugiés de la ville alsacienne de Saint-Louis, ainsi que de nombreux enfants évacués des zones de guerre, notamment la Normandie après le débarquement allié de 1944. Les Allemands n’occupent pas la ville, qui est épargnée par les combats.

## Vingt-et-unième siècle
Au début du XXIe siècle, la viile mise sur le tourisme avec la création d’une activité thermale, une mise en valeur de son patrimoine (restauration du bastion du château des comtes d’Armagnac et des remparts), nombreuses manifestations culturelles…

### Sources et bibliographie
- Maurice Bordes et Georges Courtès (sous la direction de), Histoire de Lectoure, Lectoure, 1972
- Maurice Bordes (sous la direction de), Sites et Monuments du Lectourois, imprimerie Bouquet, Auch, 1974
- Maurice Bordes, Une Carmélite dans la querelle janséniste, Auch, Bulletin de la société archéologique du Gers, 4e trimestre 1945
- Maurice Bordes, Le Jansénisme dans le diocèse de Lectoure, Paris, Bibliothèque nationale, 1976
- Maurice Bordes, La vie communale à Lectoure au temps d'Étigny, 1751-1767, Auch, F. Cocharaux, 1952
- Maurice Bordes, Note sur l'entrée solennelle des évêques de Lectoure, Auch, impr. Th. Bouquet, 1975
- Général André Laffargue, Jean Lannes, maréchal d'Empire, duc de Montebello, imprimerie Bouquet, 1975
- Maurice Bordes (sous la direction de), Deux Siècles d'histoire de Lectoure (1780-1980), Syndicat d'initiative, Lectoure, 1981
- Abbé J. Camoreyt, La Cathédrale et le clocher-donjon de Lectoure, Auch, imprimerie Cocharaux, 1942. 103 pp. in-8 br
- Ferdinand Cassassoles, Notice historique sur la ville de Lectoure, 1830.
- G. Fabre, P. Sillières, Inscriptions latines d'Aquitaine (ILA), Ausonius,  Bordeaux, 2000, 254 pages,  (ISBN 2-910023-19-2)
- Jacques Lapart et Catherine Petit, « 157-Lectoure », dans Gers, Paris, Académie des inscriptions et belles-lettres/Ministère de la Culture, coll. « Carte archéologique de la Gaule » (no 32), 2008 (ISBN 978-2-87754-019-3), p. 196-228